# Króksfell
Króksfell är ett berg i republiken Island. Det ligger i regionen Västfjordarna, 190 km norr om huvudstaden Reykjavík. Toppen på Króksfell är 505 meter över havet.
Trakten runt Króksfell är nära nog obefolkad, med mindre än två invånare per kvadratkilometer. Närmaste större samhälle är Hólmavík, omkring 15 kilometer sydost om Króksfell. Trakten runt Króksfell består i huvudsak av gräsmarker.